# American Broadcasting Company
American Broadcasting Company (viết tắt ABC; tiếng Anh của "Công ty Phát sóng Mỹ") tên khác là The Alphabet Network là mạng truyền hình và radio Mỹ. ABC được thành lập vào năm 1943, tiền thân là mạng radio Blue Network của NBC. ABC trực thuộc Tập đoàn Truyền hình Disney-ABC của Công ty Walt Disney. Mạng này phát hình TV lần đầu tiên năm 1948. Trụ sở chính và hãng thông tấn ABC News tại Manhattan (Thành phố New York), còn những xưởng quay phim tại Burbank, California, đối diện với Xưởng vẽ Walt Disney và trụ sở Công ty Walt Disney. ABC là một trong những mạng truyền hình lớn nhất ở Hoa Kỳ vào năm 2006.

## Logo

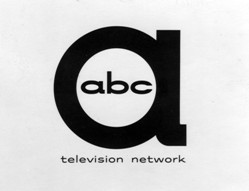
1956–1962
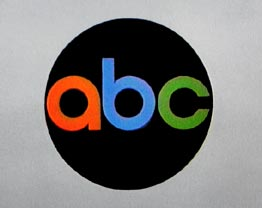
1962-1971
1971-nay
2013-nay
2013-nay
2013-nay
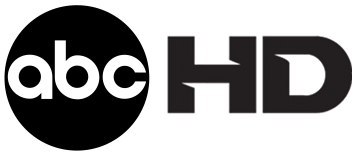
ABC HD